# Bruno Rothardt
Bruno Rothardt (* 21. August 1891 als Bruno Karl Hermann Czerwinski in Danzig; † 28. April 1980 in Niefern-Öschelbronn) war ein deutscher Offizier, zuletzt SS-Brigadeführer und Generalmajor der Waffen-SS.

## Leben
Bruno Rothardt kämpfte bereits im Ersten Weltkrieg als Freiwilliger und wurde Sanitäter, u. a. beim Reserve-Infanterie-Regiment Nr. 227, mit dem er an der Westfront kämpfte. Zuletzt war er Assistenzarzt der Reserve und wurde mit beiden Klassen des Eisernen Kreuzes ausgezeichnet. 1917 promovierte er zum Dr. med. an der Ruprecht-Karls-Universität in Heidelberg. Nach dem Krieg trat er einer SA-Sanitätsabteilung und zum 1. Januar 1931 der NSDAP bei (Mitgliedsnummer 430.880). Später wechselte er zur SS (SS-Nummer 276.754). Mit Wirkung zum 2. Juni 1936 änderte er den Namen Czerwinski in Rothardt.
Im Oktober 1939 wechselte Rothardt als SS-Obersturmbannführer vom medizinischen Personal der SS-Verfügungstruppe zu den SS-Totenkopfverbänden. Dort leitete er als SS-Standartenführer gemeinsam mit SS-Standartenführer Karl Genzken die SS-Totenkopf-Sanitätsdienste. Bis Januar 1941 arbeitete er dort als Arzt. Ab dem 23. November 1942 war er der medizinischen Abteilung der Sicherheitspolizei zugeteilt, in der er bis zum 15. August 1943 arbeitete.
Danach wechselte er im Herbst 1943 als Divisionsarzt und SS-Oberführer zur 10. SS-Panzer-Division „Frundsberg“ der Waffen-SS. Am 9. November 1944 wurde Rothardt zum SS-Brigadeführer und Generalmajor der Waffen-SS befördert. Im April 1945 kam Rothardt als Korpsarzt zum IV. SS-Panzerkorps, mit dem er die Kapitulation miterlebte. Nach dem Krieg war er vom 28. Mai 1945 bis zum 3. Mai 1948 im Lager Staumühle interniert, verurteilt wurde er am 29. Dezember 1948 vom Spruchgericht Hiddesen zu zehn Monaten Gefängnis wegen seiner Zugehörigkeit zur SS.

## Archivalische Überlieferung
Im Bundesarchiv Berlin-Lichterfelde hat sich in den SS-Führerpersonal-Akten die Personalakte über Rothardt erhalten (R 9361-III/551333). Außerdem existiert im Landesarchiv Baden-Württemberg eine Karteikarte der Internierungskartei über ihn.